# لويس دوق بيجا
لويس من البرتغال (بالبرتغالية: Luís de Portugal, Duque de Beja) (3 مارس 1506-27 نوفمبر 1555) هو دوق بيجا هو ابن ملك البرتغالي مانويل الأول وزوجته الثانية ماريا من أراغون، عين أميراً البرتغال وريثاً لشقيقه الملك جواو الثالث المرة الأولى بين عامي (1521-1526) وبعد حصول أخوه على طفل ولكنه توفى بعد شهرين من ولادته؛ والمرة الثانية بين عامي (1526-1531) حتى انجاب ماريا مانويلا ، وبذلك فقد اللقب نهائياً ومع تزامن أمراء البرتغال علي يد أبناء الملك حتى وأصبح حفيد الملك ملكاً للبرتغال، وكذلك هو والد مطالب الرئيسي لعرش أفيز وملك البرتغالي لمدة 20 يوماً أنطونيو برايور كراتو بحيث أنه ابنه الوحيد وكان من علاقة مشبوهة؛ وكان ابنه يشبه حجة ادعاءه بالعرش كجده الأكبر جواو الأول «مؤسس أسرة» بحيث كان هو الأخر ابناً غير شرعي للملك بيدرو الأول، ولكنه فقد عرشه لصالح ابن عمته فيليب الثاني ملك إسبانيا.